# 安民镇 (西丰县)
安民镇，是中华人民共和国辽宁省铁岭市西丰县下辖的一个乡镇级行政单位。

## 行政区划
安民镇下辖以下地区：
泉河村、忠岭村、增福村、富源村、育才村、永淳村、志诚村、安民村、面山村和工业园区社区。